# 怪獣酒場
怪獣酒場（かいじゅうさかば）は、円谷プロダクション監修による『ウルトラシリーズ』に登場する怪獣と宇宙人をテーマにした居酒屋。

## 怪獣酒場
2014年3月14日、ベネリックとEKCの共同企画で1年間の期間限定でオープン。2015年3月31日、ゾフィーら宇宙警備隊の警告とヒーロー判定機「ジャミラの真実の口」装置の故障という名目で一旦閉店。4月15日、店名を帰ってきた怪獣酒場に改名して常設店舗としてリニューアルオープン。2016年3月15日、店名を怪獣酒場に戻した。『怪獣酒場 川崎』（神奈川県）が、2025年4月30日で閉店することが公式サイトで発表された。

### 店内
- 怪獣エリア : カウンター席、ボックス席
- 宇宙人エリア : ボックス席
- 光の国／地球 戦力研究室 : ボックス席
- 作戦計画室 : 個室
- 怪獣無法地帯 : 大人数向けの小上がり座敷
- 隠し部屋 : 誕生月の方向けサービス

### 店舗情報
- 所在地 : 神奈川県川崎市川崎区駅前本町3-1 NMF川崎東口ビルB1階
- 営業時間（元旦以外年中無休）
  - 平日 : 17:00 - 23:00
  - 土曜日 : 15:30 - 23:00
  - 日曜日、祝日 : 15:30 - 22:30（連休は最終日以外は23:00迄）
  - ラストオーダー : フードは閉店の1時間前、ドリンクは閉店の30分前

## 怪獣酒場 新橋蒸溜所
2017年5月21日、ベネリックとEKCの共同企画で2号店がオープン。

### 店内（新橋蒸溜所）
- 蒸溜所[5] : ボックス席
- 隠し部屋 : 誕生月の方向けサービス

### 店舗情報（新橋蒸溜所）
- 所在地 : 東京都港区新橋2丁目東口地下街1号 京急ショッピングプラザウィング新橋B1階
- 営業時間
  - 平日、土曜日 : 11:00 - 23:30
  - 日曜日、祝日 : 11:00 - 23:00
  - ランチタイム : 11:00 - 15:00（平日限定）
  - ラストオーダー : フード、ドリンクと共に閉店の1時間前
- 定休日 : 施設休業日

## 元祖怪獣酒場
2015年4月25日、フィールズジュニアの企画でオープン。2016年5月31日に閉店。

### 店内（元祖）
- 怪獣のんべえ屋台 : カウンター席
- 怪獣天国 : ボックス席
- 怪獣総進撃!大宴会場 : 大人数向けの小上がり座敷
- カネゴン商店 : グッズ売り場

### 店舗情報（元祖）
- 所在地 : 大阪府大阪市中央区難波千日前11-6 なんばグランド花月1階
- 営業時間 : 11:00 - 23:00（年中無休）

## テレビアニメ『怪獣酒場 カンパーイ!』
怪獣酒場をモチーフにしたショートアニメ。ナレーションは石坂浩二。2016年1月29日、全13話とテレビ未放送エピソード（第14話から第26話）と主題歌を収録したDVDが発売された。

### 登場人物（カンパーイ!）

#### 怪獣酒場アール店のスタッフ
バルタン店長
声 : IKKAN
店長。
カネゴン
声 : 金子茂樹
店員。レジ係。
ダダ
声 : 鈴木豆
店員。接客係。
キングジョー
声 : IKKAN
アルバイト。第9話、第12話、第13話、第17話、第23話に登場。

#### その他（カンパーイ!）
ガヴァドン
第2話に登場。
レッドキング
声 : 後藤ヒロキ
第3話、第5話、第6話、第13話に登場。
エレキング
声 : 高山和也
第3話、第8話、第13話に登場。
ザラブ星人
声 : 南部虎弾
ホタテ業者。第4話に登場。
キュラソ星人
声 : 古川泰佑
第4話に登場。
グドン
声 : 古川泰佑
第5話、第6話に登場。
モットクレロン
第5話に登場。
ピグモン
飲料宅配業者。第6話に登場。
ピット星人
声 : 大久保佳代子
第8話に登場。
ナックル星人
声 : 高山和也
第9話に登場。
ヒッポリト星人
声 : 鈴木豆
第9話に登場。
メトロン星人
声 : 山崎雅志
催眠療法の先生。第10話、第19話に登場。
ゴモラ
声 : 後藤ヒロキ
怪獣酒場国立店の店長。第11話に登場。
ジェロニモン
第11話に登場。
サドラ
第11話に登場。
ライブキング
第11話に登場。
ゼットン星人
第12話に登場。
ゼットン
声 - FROGMAN
怪獣酒場本部の社長。第12話、第13話に登場。
ケムラー
第15話に登場。
ジャミラ
声 : 鈴木豆
第16話に登場。
フック星人
声 : 内之宮課長
第16話に登場。
うーさー
声 : 宮野真守
『うーさーのその日暮らし』からのゲスト出演。第21話に登場。
デマーガ
声 : 田口清隆
第24話に登場。
ガーゴルゴン
声 - 辻本貴則
第24話に登場。

### スタッフ
- 原作 : 円谷プロダクション
- 監督 : 河崎実
- キャラクターデザイン : GRAPE BRAIN、清水誠一郎
- 音楽 : 中村遼
- 監修 : 大岡新一
- プロデューサー : 大橋隆昭、有澤亮哉、米村宏、山本潔
- アニメーション制作 : DLE
- 製作 : 怪獣酒場 カンパーイ!製作委員会（円谷プロダクション、DLE、バンダイビジュアル、ジェイアール東日本企画）

主題歌「怪獣酒場でもうイッパイ!」
- 作詞、作曲 : 中村遼
- 歌 : バルタン店長（IKKAN）、カネゴン（金子茂樹）、ダダ（鈴木豆）、メトロン星人（山崎雅志）

DVDの映像特典として収録。

### 各話リスト
| 話数                   | サブタイトル           | 脚本                   | 作画                                 | サブタイトルの元ネタ                               |
| ---------------------- | ---------------------- | ---------------------- | ------------------------------------ | -------------------------------------------------- |
| 第1話                  | 闇酒場                 | 冨坂良、中野守、河崎実 | 出口和人                             |                                                    |
| 第2話                  | 白子、あります         | 中野守、河崎実         |                                      | 『怪奇大作戦』 第25話「京都買います」              |
| 第3話                  | 果てしなき愚痴         | 冨坂良、中野守、河崎実 | 堤心平                               | 『ウルトラマン』 第32話「果てしなき逆襲」          |
| 第4話                  | 偽装はふたたび         | 中野守、河崎実         | 出口和人                             | 『ウルトラマン』 第19話「悪魔はふたたび」          |
| 第5話                  | 狙われた領土           | 冨坂良、河崎実         | 山脇光太郎、新井進郎、佐伯哲也       | 『ウルトラセブン』 第8話「狙われた街」             |
| 第6話                  | 小さな新人             | 松原秀、河崎実         | 山脇光太郎                           | 『ウルトラマン』 第37話「小さな英雄」              |
| 第7話                  | ゆるキャラ酒場         | おおかわら、河崎実     | 丸谷真美子、宮川珠美                 | 『ウルトラマン』 第35話「怪獣墓場」                |
| 第8話                  | 小悪魔の誘惑           | おおかわら、河崎実     | 山脇光太郎、佐伯哲也、新井進郎       | 『ウルトラQ dark fantasy』 第9話「午前2時の誘惑」  |
| 第9話                  | 接客GO!GO!GO!          | 中野守、河崎実         | 丸山彩、宮崎麻美、新井進郎、佐伯哲也 | 『ウルトラセブン』 第17話「地底GO!GO!GO!」         |
| 第10話                 | 恐怖の催眠療法         | 中野守、河崎実         | 山脇光太郎、宮川珠美                 | 『ウルトラマン』 第15話「恐怖の宇宙線」            |
| 第11話                 | 2020年への挑戦         | 中野守、河崎実         | 鈴木豆                               | 『ウルトラQ』 第19話「2020年の挑戦」               |
| 第12話                 | 来たのは社長だ         | 中野守、河崎実         | 山脇光太郎、山口直斗                 | 『ウルトラマン』 第31話「来たのは誰だ」            |
| 第13話                 | 最強は誰のために       | 中野守、河崎実         | 山口直斗、藤岡早苗                   | 『ウルトラセブン』 第30話「栄光は誰れのために」    |
| テレビ未放送エピソード |                        |                        |                                      |                                                    |
| 第14話                 | せいじん総進撃         |                        |                                      | 『帰ってきたウルトラマン』 第1話「怪獣総進撃」     |
| 第15話                 | 禁煙突破せよ           |                        |                                      | 『ウルトラマン』 第21話「噴煙突破せよ」            |
| 第16話                 | うるおい SOS           |                        |                                      | 『ウルトラマン』 第13話「オイルSOS」               |
| 第17話                 | 未知なる着信           |                        |                                      | 『ウルトラマンX』 第11話「未知なる友人」           |
| 第18話                 | スペシウム頂きます     | IKKAN                  |                                      | 『帰ってきたウルトラマン』 第48話「地球頂きます!」 |
| 第19話                 | リラックス・ゾーン     |                        |                                      | 『ウルトラセブン』 第6話「ダーク・ゾーン」         |
| 第20話                 | 読むな!カネゴン        |                        |                                      | 『ウルトラマン』 第36話「射つな!アラシ」           |
| 第21話                 | うーさーが来た         |                        |                                      | 『ウルトラセブン』 第45話「円盤が来た」            |
| 第22話                 | V.Vに行く男            |                        |                                      | 『ウルトラセブン』 第13話「V3から来た男」          |
| 第23話                 | 忘れた時間             |                        |                                      | 『ウルトラセブン』 第5話「消された時間」           |
| 第24話                 | 計画X                  |                        |                                      | 『ウルトラセブン』 第19話「プロジェクト・ブルー」  |
| 第25話                 | 怪獣酒場から愛を込めて |                        |                                      | 『ウルトラファイト』 第61話「宇宙より愛をこめて」  |
| 第26話                 | 怪獣酒場でもうイッパイ |                        |                                      |                                                    |

### 放送局
| 放送期間               | 放送時間                 | 放送局   | 対象地域          |
| ---------------------- | ------------------------ | -------- | ----------------- |
| 2015年7月7日 - 9月29日 | 火曜日21:55 - 22:00      | TOKYO MX | 東京都            |
| 2015年7月9日 - 10月1日 | 木曜日23:54 - 金曜日0:00 | BS11     | 日本全域 / ANIME+ |

### カジュアルゲームアプリ『怪獣酒場 カンパーイ!』
2015年9月29日、iOSとAndroid向けに配信されたカジュアルゲーム。怪獣酒場の店長になって店を大きくしていくのが目的のゲーム。

## 漫画『酩酊! 怪獣酒場』/『酩酊! 怪獣酒場2nd』
怪獣酒場をモチーフにした漫画。連載はグルメ情報サイト『みんなのごはん』。作者は青木U平。毎月第2第4金曜日更新。2017年4月から第2シーズンが開始。グルメ漫画と題しているがグルメ紹介はまったくしていない。単行本は小学館クリエイティブから第1シーズン、第にシーズンともに全4巻刊行。小学館クリエイティブの関連会社「ヒーローズ」が発行している『月刊ヒーローズ』に不定期に掲載されることがある。

### 登場人物（酩酊!）

#### 怪獣酒場江幸田店のスタッフ
うるま寅次郎
人間。主人公の新人バイト。影が薄いことを気にしている。実は金持ち。エコサークルの会長で、「エコを考えてる人」に見られさえすればいいという考えを持っている。Bランクに昇格してダークルギエルの教育を担当している。
ケムール人
チーフ。頭部から出る液体でゴミなどを別の場所に廃棄しているが、それがどこに行っているのかは本人にもわからない。人情味あふれる人格者で、スタッフや客の悩みを聞きアドバイスをしている。その一方でダークな一面もあり、夜な夜な生ゴミと一緒に怪獣らしき何かを処分したり、本物のチーフであるゴーストロンに成り代わってチーフになったりしていた。
ゼットン
バイト従業員で厨房を担当。うるまを指導している。学生時代は不良だった。短気な性格でうるさい客には火球をお見舞いする。女好きだが女性を直視できないうぶな一面もある。
ダダ
バイト従業員でホールを担当。生真面目。ゼットン同様に女好きでハルに一目惚れする。ミクロ化光線でうるさい客を小さくして騒ぎを小さくさせることもできるが、事件になることもしばしばである。
与謝野ハル
人間。新人アルバイト。ダダが一目惚れして酔った勢いで告白されている。
メシエ星雲人
元従業員。ダダのミクロ化光線でミクロ化されて、しばらく放置されていた従業員の1人。本業は駄菓子屋。事故で亡くなった娘のエリカがいた。
ザラブ星人
実はライバル店「怪人バル」の内通者（スパイ）。変身能力を持っている。生まれ育った家は貧乏で母との思い出から非情に徹しきれない所もある。
ダークルギエル
第2シーズンから登場した新人アルバイト。優秀だが無口。ダークスパークで怪獣と宇宙人を縮小できる。

#### 怪人バルのスタッフ
メフィラス星人
支配人。自分の美学に反するものは何であろうと排除している。
ガッツ星人
従業員。分身の術が得意としている。店のモットーは「選民」。
メトロン星人
刺客。人間を凶暴化させる赤い結晶体で、人間と怪獣の信頼関係を崩して怪獣酒場を潰そうと企むが、うるまやハルが怪獣酒場のスタッフや客たちと築いてきた信頼を、崩すことができず失敗している。

#### 客
マシュラ
常連客。うるまたちを高級料亭に招待している。
サタンビートル
子どもたちの昆虫人気が妖怪に奪われたことに嘆いている。
ダイダラホーシ
大学を卒業前に友人と飲み会をしていた。タイムジャンプが使えて飲み会だけでも13回繰り返している。
キングジョー
ハルに恋をして付きまとうが彼氏のふりをしていた、うるまの人柄に触れて諦める。
ゴキネズラ
人間の身勝手な行動に激怒してメトロン星人の策略で、うるまたちが暴走した際は不満を打ち明けるがゼットンやダダの説得と、うるまやハルには元々不満を抱いていなかったことから怒りをおさめた。
ベムラー
スナックの客。出所したばかりの食い逃げ常習犯でスナックにも食い逃げ目的だったが、怪獣酒場のスタッフの人となりに触れて、スナックのママにも許されたことでスナックで働くことになる。
レンボラー
「江幸田の虹」の異名を持つ元プロボクサー。かつて怪獣酒場でトレーナーのコロ星人を馬鹿にされて、つい手を上げてしまいボクシング世界王座への挑戦権を失っている。
アボラス
青色発泡連合総長。成人の日に飲みに来るがビールを我慢して飲んでいた。
バニラ
赤色火焔同盟総長。
ジャミラ
工場勤務。とにかくついてない。酒は飲めるがパサパサした食べ物しか食べることができない。元宇宙飛行士でかつて人間を憎悪していたが、今は客観視して見られるようになった。不運（アンラッキー）体質。
ゴメス
酒好きの老怪獣。
ピグモン
タタラ電産の部長。
レッドキング
タタラ電産では人事を担当している。酒癖が悪い。
山口
タタラ電産の社員。レッドキングの元上司。
チャンドラー
タタラ電産の社員。団塊ジュニア世代のサラリーマン。上司にゴマをすり続けて出世した。
瀬戸文太
人間。タタラ電産の新入社員。チャンドラーの部下。怒られることが嫌という理由で無能を演じており、会社でデキる奴に見られないようにしている。
ナックル星人
画家で陶芸家で美食家。外食業界のご意見番。
サドラ
さすらいの料理怪獣。
デットン
さすらいの料理怪獣。
ゴモラ
定年を過ぎ妻と共にお迎えを待つ日々だったが、若い女性（実は考古学者）にときめいている。
エレキング
流し。閉鎖的な村出身で、母親からプレゼントしてもらったギターと共に都会へやってきた。
ロン
個人貿易商。気になった飲食店で飯を食うのを楽しみにしている。
ゲスラ
恋愛の神様の子供と言い切るくらいのビッグマウスだったが、ミクロ化器で発言をミクロ化（謙虚）された。
サイゴ
デートをするもののうまく声が出せずにいる。
ザンボラー
文化人の欲望こそが猛暑の理由と語るが、現代若者のあまりの無気力人間さに退散している。
レッドキラー
区議。最近の若者を憂いでいたが実は伝説のネカマ / カリスマブロガー「卍紅綺羅姫卍（べにきらひめ）」だった。
ジェロニモン
60匹の構成員を持つ組織の組長。美少女アニメ好き。
マグマ星人
悪徳スカウト会社「ビースト」から追われていたエリカの恋人。
ローラン
女子会で恋愛テクニックを語る。元彼はマグマ星人。
サウンドギラー
CDデビューできるかの瀬戸際にいるアーティスト。金縛り光線が出せる。
ペスター
サウンドギラーの金縛り光線でトイレの前で立ち往生していた。
ウー
ニンゲン界で暮らす雪ん子の母親代わりをしている。
ユキ
ウーが養育してニンゲン界で暮らしている雪ん子。
ザザーン
家族も恋人もいない独り怪獣（独り者）。ユキを不憫に感じてクリスマスのサプライズを企画していた。
ヤプール老人
大物音楽プロデューサー。話が長い。
ノミサー
一見酔っぱらった大学生たちだが、バブル時代の酔うと増殖して凶暴化するバブルの亡霊が憑いていた。

#### その他（酩酊!）
うるまの父
人間。M-78グループCEO。元軍人の大隊長で超武闘派。
ゼットンの母
息子の金を工面するために近隣惑星を侵略している。ゼットンの学生時代には学校に同行してシメている。
ラゴン
仕入れ先の魚屋「魚ゴン」。大手に押されて経営は苦しいが、息子を音楽学校に通わせるために汗を流している。
カネゴン
怪獣酒場本部からの覆面調査員。本来の怪獣酒場チーフがケム－ル人ではなく、ゴーストロンであったことを突き止めてしまう。
パンドラ
怪獣酒場のメニューで一番面倒な料理「カンガルー・ア・ラモード」のモチーフ。
クール星人
バーのマスター。毒舌。
ペテロ
月面で増殖している。実はザラブ星人の仕業だった。
モチロン
正月に行われる餅つきの搗きを担当している。
モットクレロン
大食いバトルの選手。食べると巨大化するが生理現象扱い。
ザコラス
大食いバトルの選手。
ゲスラ
大食いバトルの選手。
MAX鈴木
人間。大食いバトルの選手。
谷井斗礼穂
人間。ゼットンの学生時代の先輩。
大泉明日香
人間。アイドル。ジャミラは彼女のファン。
ゼットン星人エド
『ULTRAMAN』からのゲスト出演。うるまたちは怪獣酒場チーフのケムール人と勘違いしていた。
田中K－
ザラブ星人が変身能力で変装した姿。特別編「ペンと箸と」に登場（『田中圭一のペンと箸 -漫画家の好物-』のパロディ）。
ラゴンJr.
特別編「ペンと箸と」に登場。

## コラボレーション
- 2015年9月12日から9月27日、阪神競馬場イベント広場で阪神怪獣酒場が期間限定オープンされた。
- 2015年11月20日、川崎競馬場で「怪獣酒場の競馬場侵略作戦!!」が開催された。全11レースが怪獣名を使用して実施された[10]。
- 2016年4月24日、近畿日本鉄道で「カネゴン店長と行く元祖怪獣酒場」が開催された。元祖怪獣酒場列車（名古屋駅発から上本町駅着）が運行された[11]。
- 2019年7月19日から9月1日、赤坂サカスでTBS主催のイベント『怪獣酒場 ㏌ ストロングゼロ チューハイガーデン』が開催された[12]。

## 備考
- 2015年7月2日、『ウルトラシリーズ』Blu-ray&DVDの宣伝隊長に『怪獣酒場 カンパーイ!』のバルタン店長が任命された[13]。
- 『うーさーのその日暮らし 夢幻編』第12話に『怪獣酒場 カンパーイ!』のバルタン店長とカネゴンがゲスト出演した。
- 円谷プロダクション公式YouTubeで『怪獣酒場 カンパーイ!』とヤマサ醤油のコラボレーションショートアニメにヤマサ醤油のキャラクター「チカラコンブくん」、バルタン店長、カネゴンが出演していた。
- 『ウルトラ怪獣擬人化計画 feat.POP Comic code』第42話に怪獣酒場が登場して擬人化怪獣たちが1日店員になって勤務していた。

## 関連書籍
- 『「怪獣酒場」大図鑑』宝島社〈TJ MOOK〉、2016年2月15日。